# Venon (Eure)
Venon ist eine französische Gemeinde mit 389 Einwohnern (Stand: 1. Januar 2022) im Département Eure in der Region Normandie (vor 2016 Haute-Normandie). Die Gemeinde gehört zum Arrondissement Bernay und zum Kanton Le Neubourg. Die Einwohner werden Venonais genannt.

## Geografie
Venon liegt in Nordfrankreich etwa 28 Kilometer nordnordwestlich von Évreux. Umgeben wird Venon von den Nachbargemeinden Daubeuf-la-Campagne im Norden und Westen, Surtauville im Norden, Quatremare im Osten und Nordosten, Canappeville im Osten und Südosten, Villettes im Süden sowie Ecquetot im Westen.

## Bevölkerungsentwicklung
| Jahr                      | 1793 | 1851 | 1886 | 1921 | 1962 | 1968 | 1975 | 1982 | 1990 | 1999 | 2006 | 2013 |
| ------------------------- | ---- | ---- | ---- | ---- | ---- | ---- | ---- | ---- | ---- | ---- | ---- | ---- |
| Einwohner                 | 238  | 228  | 198  | 124  | 135  | 148  | 193  | 254  | 260  | 276  | 278  | 372  |
| Quelle: Cassini und INSEE |      |      |      |      |      |      |      |      |      |      |      |      |

## Sehenswürdigkeiten

Kirche Saint-Saturnin

- Kirche Saint-Saturnin